# Tito Coppi
Tito Luigi Pietro Cleto Coppi (Livorno, 26 aprile 1797 – Livorno, 3 gennaio 1864) è stato un magistrato e politico italiano.

## Biografia
Laureato nel 1821 entra da subito nell'ordine giudiziario del Granducato di Toscana, dove è stato uditore della Sacra Rota a Siena, vicepresidente e presidente della Corte regia di Lucca, consigliere della Suprema corte di cassazione: da quest'ultimo incarico nel 1860, col subentro del Regno di Sardegna, viene nominato presidente della corte di cassazione di Firenze e senatore.